# Qingyi Jiang (vattendrag i Kina, Anhui)
Qingyi Jiang (kinesiska: 青弋江) är ett vattendrag i Kina. Det ligger i provinsen Anhui, i den östra delen av landet, omkring 130 kilometer sydost om provinshuvudstaden Hefei.
Genomsnittlig årsnederbörd är 1 612 millimeter. Den regnigaste månaden är juli, med i genomsnitt 270 mm nederbörd, och den torraste är januari, med 50 mm nederbörd.